# バットマン
バットマン（英: Batman）は、DCコミックスの出版するアメリカン・コミックスに登場する架空のスーパーヒーロー。およびコミック、映画、ドラマ、アニメ作品のタイトルである。

## 概要
アーティストのボブ・ケインと作家のビル・フィンガーによって創造され、1939年にナショナル・アライド（のちのDCコミックス）が出版した1939年5月の"Detective Comics ＃27"で初登場した。
契約の問題でケインのみ原作者として報酬が支払われていたが、2015年9月にDCエンターテイメントはフィンガーがバットマンを創造した報酬を受け取ることを明らかにした。フィンガーの遺族とDCは交渉し、『バットマン vs スーパーマン ジャスティスの誕生』と『GOTHAM/ゴッサム』の第2シーズンの報酬を初めてバットマンの作成者として受け取った。コミックブックには「ビルフィンガーとボブ・ケインによって作成されたバットマン」と表記された。
2014年には75周年を記念する動画が制作されている。"Batman: Strange Days" - YouTube
ここではおもにバットマンの関連作品について記述する。キャラクターの詳細は「バットマン (架空の人物)」を参照。

## 登場人物
キャラクターの設定は幾度か変更されている。特記がない限り、現在の設定を示している。

### ファミリー
バットマン (Batman)

主人公。
キャットウーマン (Catwoman)

バットマンの相棒であり婚約者。
ロビン (Robin)

バットマンの相棒でディック・グレイソン、ジェイソン・トッド、ティム・ドレイク、ステファニー・ブラウン、ダミアン・ウェインが役割を受け継いでいる。
バットガール (Batgirl)

バーバラ・ゴードン、カサンドラ・カイン、ステファニー・ブラウンが役割を受け継いできた。現在はバーバラがバットガールに復帰している。
アルフレッド・ペニーワース (Alfred Pennyworth)

ボブ・ケイン、ビル・フィンガー、ジェリー・ロビンソンによって創造され、"Batman" #16（1943年）で初登場した。
ブルース・ウェインの執事であり、両親の死後に彼を育てた。つねに忠実な参謀として、バットマンの正体を知る一人であり、ブルースも彼を慕っている。
ハリエット・クーパー (Harriet Cooper)
ブルース・ウェインの叔母。"Batman" #328 で初登場した。

### 協力者
ジェームズ・ゴードン (James Gordon)

ボブ・ケイン、ビル・フィンガーによって創造され、"Batman" ＃27（1939年5月）で初登場した。
ゴッサム・シティの警察本部長。
ルーシャス・フォックス (Lucius Fox)

レン・ウェイン、ジョン・カルナンによって創造され、"Batman" #307（1979年）で初登場した。
作中黒人として明確に描かれた初のメインキャラクター。ブルース・ウェインのビジネスマネージャーとしてウェイン・エンタープライズで働く。技術の専門家で、雇用主の秘密を知っている。バットマンの兵器の資金調達だけでなく、必要な事業利益も回収する。
エース・ザ・バットハウンド (Ace the Bat-Hound)
ビル・フィンガー、シェルドン・モードッフによって創造され、"Batman" #92（1955年6月）で初登場した。
バットマンが飼っている犬。犬種はジャーマンシェパード。
バットカウ (Bat-Cow)
グラント・モリソン、クリス・バーナムによって創造され、"Batman Incorporated Vol.2" #1（2012年7月）で初登場した。
ある事件をきっかけにバットケイブで飼われ始めた牛。

### 敵対者
ジョーカー (The Joker)

ハーレイ・クイン (Harley Quinn)

ペンギン (The Penguin)

リドラー (The Riddler)

トゥーフェイス (Two-Face)

ミスター・フリーズ (Mr.Freeze)

ポイズン・アイビー (Poison Ivy)

ベイン (Bane)

ラーズ・アル・グール (Ra's Al Ghul)

スケアクロウ (Scarecrow)

クレイフェイス (Clayface)

デスストローク (Deathstroke)

デッドショット (Deadshot)

ファイアフライ（Firefly）

ヒューゴ・ストレンジ(Hugo Strange)
本名:同じ
ボブ・ケインとビル・フィンガーに創造され、"Batman" #36 （1940年）で初登場した。
バットマンで永続的に登場するファーストヴィランの一人でもある。外科医で心理学者でもあるマッドサイエンティスト。バットマンの正体を最初につきとめた悪役でもあり、心理的に頭脳的にバットマンを追い詰めて行く頭脳派。
カーマイン・ファルコーネ(Carmine Falcone)
別名：ローマン
フランク・ミラーとデイヴ・マツケリーに創造され、"Batman" #404（1987年）で初登場した。
ゴッサムシティの裏社会を取り仕切っているマフィアの首領。ほかのマスクをかぶった怪人や怪物と違い正常な人間としての敵。その立場からヴィラン達からも命を狙われることが多く、バットマンに助けられることもある。マフィアのボスであるため暴力や殺しは厭わない冷酷な人物に変わりはないものの、狂人ではないため、行きすぎた行動に出ることはない。
キラークロック (Killer Croc)

ゲリー・コンウェイとジーン・コーランによって創造され、"Detective Comics" #523(1983年2月) と“Batman“#357 (1983年3月) にカメオ出演し、"Batman" #358 (1983年4月)で完全に登場した。
フロリダ州のスラム街でワニの遺伝子を持って生まれる。そして、ウェイロン・ジョーンズは危険で動物的な犯罪者に成長する。彼とワニの類似点の範囲は、単に皮膚の硬化した大柄な男性からワニの擬人化まで大きく変化する。しばしば人食いの傾向が描写される。
ブラックマスク (Black Mask)
本名：ローマン・シオニス
ドッグ・モンクとトム・マンドリックに創造され、"Batman" #386（1985年8月）で初登場した。
父親は実業家で裕福な家庭に育つ。父親のチャールズ・シオニスはトーマス・ウェインとコネクションを結ぶために、ローマンにブルース・ウェインと友人になることを強制した。ローマンの両親は内心ではトーマスと妻のマーサを嫌っていたが、社会的地位を高めるために交流を続けていた。両親の偽善は彼に深い影響を与えた。
高校卒業後に父の所有する "Janus Cosmetics" （ヤヌス・コスメティックス）で重役の地位を与えられる。そこで、彼はキルケ（労働者階級の秘書）と恋に落ちた。彼の両親はその関係を快く思わず、交際を止めるよう言った。激怒したローマンは彼の家族の邸宅を焼き払い、両親を殺し、その財産とビジネスを受け継いだ。しかし、キルケはすべてのスタッフの前でローマンと別れた。事業に失敗して会社を傾け、ブルース・ウェイン（ウェイン・エンタープライズの取締役）は、彼が業界を支配することを諦めて、取締役会に任命することを条件に会社の救済を申し出た。ローマンは合意したが、自身の受けた屈辱に激怒した。
人生における失敗を責める者はおらず、両親が葬られた墓地に侵入する。地下室に入り、父親の黒い檀を石で壊して粉砕された部分から、ローマンは新しいアイデンティティを象徴したマスクを刻んだ。彼は犯罪の支配者「ブラックマスク」になり、独自のマスクを被って自身の犯罪帝国を作り始める。
レッドフード (Red Hood)
正体：ジョーカー、ジェイソントッド
複数の犯罪組織が正体を隠すために作り上げた架空の人物。現在はジェイソン・トッドがレッドフードのアイデンティティを用いている。
"Detective Comics" #168（1951年2月）で初登場した。化学工場を強盗して1,000,000$を盗むつもりの工場の労働者で、彼の衣装は大きなドーム型の赤いヘルメットと赤いマントで構成されていた。レッドフードはバットマンに追い詰められて化学薬品のタンクに飛び込んだ。彼は化学薬品の中をヘルメットに内蔵されている特殊な呼吸装置で自由に泳ぐ。化学薬品の影響で、永久的に白い肌、赤い唇、緑の髪になり、ジョーカーに変貌してバットマンの最大の敵になる。
"Batman:A Death in the Family" でロビンであったジェイソン・トッドが死亡する。しかし、"Batman:Under the Hood" でタリア・アル・グールによってラザラス・ピットを用いて蘇生され、新しいレッドフードになる。レッドフードは様々なギャングの制御を前提として、ブラックマスクの犯罪帝国に対してひとりで戦争を開始する。積極的に街の腐敗を浄化しようと違法な麻薬取引やギャングなどを暴力的でヒーローの資質に欠ける方法で鎮圧する。最終的にナイトウィング、ティム・ドレイク、オニキス、そしてグリーンアローなどバットマンを含む他のヒーローにも攻撃を始める。
ハッシュ (Hush)
正体:トーマス・エリオット
ジェフ・ローブとジム・リーによって創造され、トーマスとして "Batman" #609（2003年1月）、ハッシュとして "Batman" #619（2003年9月）に初登場した。
ブルース・ウェインの幼馴染で、裕福な家庭に生まれた。2人はしばしばストラテゴで遊び、ブルースはトーマスに一度も勝てなかった。トーマスはブルースに「勝つためには、敵のように考えて、それらに対して自分の能力を使用する」と教えた。この考え方はブルースがしばしば利用するようになった。
幼いころに自身を虐待する両親の殺害を企み、車のブレーキに細工を施して事故を起こしたが、医者だったトーマス・ウェインに母親を救われたことでブルースを恨む。ハーバード大学で成功を収め外科医になったあとも、トーマスはブルースに非合理的な恨みを抱き続けていた。
癌と診断されたリドラーは、治療するためにラーズ・アル・グールのラザラス・ピットを用いる。この神秘的な治療から、彼は予想外のひらめきを経験し、ブルース・ウェインがバットマンだったことに気づく。その後、リドラーは現金と引き換えに発見した秘密を販売しようとする。トーマスはリドラーの犯罪歴を見て、現金を支払う代わりにブルースを殺すことを申し出る。彼らはウェインに共通の憎悪を共有し、トーマスとリドラーはバットマンを倒すために人員を集める。この目的を達成するために、エリオットは「ハッシュ」のペルソナを作成する。彼の名前は「ハッシュ・リトル・ベイビー」から名付けられた。
バットマンを破壊する試みから、ジョーカー、ハーレークイン、トゥーフェイス、ポイズンアイビー、スケアクロウ、キラークロックとクレイフェイスを含むヴィランを自身の駒として操作する。バットマンに協力するスーパーマン、エンハントレス、キャットウーマンをポイズンアイビーのフェロモンで洗脳してバットマンと戦わせる。クレイフェイスの変身能力を使い、トーマスの死体を作りジョーカーがトーマスを殺害したように見せかけ、死んだジェイソン・トッドのデコイを作り、バットマンのトラウマを刺激する。
アズラエル (Azrael)
本名：ジャン・ポール・ヴァレー・ジュニア
デニー・オニールとジョー・ケサーダによって創造され、アズラエルとして "Batman: Sword of Azrael" #1（1992年10月）、バットマンとして "Batman" #489（1993年2月）に初登場した。
不吉で宗教的な秘密結社“The Sacred Order of Saint Dumas“（聖デュマ教団）の暗殺者。父親のジャン・ポール・ヴァレー・シニアの死により、アズラエルの役割を引き継いだ。深いレベルで洗脳されている。普段はゴッサムシティのコンピューターサイエンスの大学院生。父親の死の真相を調査していた際に、バットマンと出会う。
"Knightfall"、"Knightquest"、"KnightsEnd" でバットマンの役割を引き継ぐ。"Knightfall" でバットマンはベインに背骨を折られて、アズラエルを後継者に指名する。"Knightquest" でアズラエルはベインを倒すが、残忍になり、犯罪者を殺すことを厭わなくなる。"KnightsEnd" でアズラエルは背骨を治療したブルース・ウェインに倒され、ブルースはバットマンの活動を再開する。彼は1993年から1994年までバットマンを務める。名前の由来はイスラム教における死を司る天使アズラーイール。
キラーモス (Killer Moth)
本名：バン・クリア
ビル・フィンガー、ディック・スプラング、ルー・シュワルツによって創造され、"Batman" #63（1951年2月）に初登場した。
キラーモスはオレンジ色のケープや蛾のようなマスクで、紫と緑のストライプの派手なコスチュームを身に着けている。
キラーモスは刑務所で番号234026として識別される囚人だった。刑務所でバットマンに関する新聞記事を読んで "anti-Batman" として自分自身を売り込むことに決める。そして、彼らが警察による逮捕を避けるために、ゴッサムシティの犯人に自分自身を雇わせる。彼の解放と同時に、犯罪の収入をモスケイブを造るために使う。それは、彼が読んだ新聞記事で見たケイブの写真に習って作っている。
キラーモスは慈善家のキャメロン・バン・クリアのアイデンティティを確立する。このアイデンティティで、彼はブルース・ウェインの友人になる。
"Detective Comics" #173（1951年7月）でブルース・ウェインの正体を知るが、ほかの犯罪者によって撃たれる。そして、頭蓋骨の怪我により記憶喪失が起きて正体を忘れる。キラーモスは "Detective Comics" #359まで、定期的に登場するバットマンのヴィランだった。
マッドハッター (Mad Hatter)
正体：ジャービス・テッチ
ビル・フィンガー、ルーセイヤー・シュワルツによって創造され、"Batman" #49（1948年10月）に初登場した。
ジャービス・テッチはすべての帽子、ルイス・キャロルの小説である不思議の国のアリスと鏡の国のアリスに魅了され、とくに「マッドティーパーティー」の章を好む。
マッドハッターは技術を発明する科学者として描かれており、人の心を操るデバイスで犠牲者の心を操作する。そのデバイスを収容するために、通常より少し大きい緑色の帽子を被っている。
ほかのバットマンのヴィランのように、マッドハッターはもともとかなり気まぐれな方法で描かれており、長年の連載で暗いキャラクターに変化した。
マンバット (Man-Bat)
正体：カーク・ラングストーム
フランク・ロビンスとニール・アダムスによって創造され、"Detective Comics" #400（1970年6月）に初登場した。マンバットは1975年から1976年に自身の名を冠したシリーズの主役だった。
動物学者の研究に特化し、人間にコウモリの反響定位の感覚を与える薬品を作り、聴覚障害者である自分自身でテストする。血清の効果には副作用があり、人間を蝙蝠に変化させた。血清は知性を奪うため、凶暴化して暴れまわっていた。
彼の妻、フランシーヌ・ラングストームも薬品を飲んでコウモリになる。いくつかの場面では、ラングストームは薬品を飲んでも十分な知性を保持している。
カークとフランシーヌには、娘のベッキーと息子のアーロンがいる。血清はアーロンのDNAに影響を与えたため、彼は致命的な病気を持って生まれた。フランシーヌは彼の命を救うためにマンバットに変化させる。
ソロモン・グランディ (Solomon Grundy)
正体：サイラス・ゴールド
アルフレッド・ベスターとポール・レインマンによって創造され、"All-American Comics" #61（1944年10月）で初登場した。
19世紀後半にサイラス・ゴールドという名前の裕福な商人が殺害されて、死体はゴッサムシティの沼に処分される。五十年後、死体は数十年に渡って体の周りに蓄積された湿地の物質で構成される巨大な姿で蘇った。過去のほとんどの記憶を失い、彼が思い出すことのできるひとつは「月曜日に生まれた」という言葉だった。ホーボーキャンプで彼の名前を尋ねた男性のひとりはマザーグースの童謡に言及して、ソロモングランディ（月曜日に生まれた）だと指摘した。そして、ゴールドはその名前を採用した。
グランディはグリーンランタンのヴィランとして導入されたが、スーパーマンとバットマンの著名なヴィランになった。名前は19世紀の童話から名付けられた。
ベントリロクエスト (Ventriloquist）
正体：アーノルド・ウェスカー
アラン・グラント、ジョン・ワグナー、ノーム・ブレイフォーグルによって創造され、"Detective Comics" #583（1988年2月）に初登場した。
アーノルド・ウェスカーは多重人格の腹話術師。大人しい穏やかな男性。ピンストライプのスーツ、葉巻とトミーガンを完備した1920年代のギャングのペルソナとスカーフェイスという人形の人格を通して犯罪を実行する。人形の名前はアル・カポネのニックネームから名付けられた。
強力なマフィアのファミリーに生まれる。ウェスカーは彼の両親が敵対するファミリーによって暗殺されるのを見て、解離性同一性障害を発症する。両親の死を目撃したショックは、ウェスカーのすべての感情を抑制することを余儀なくし、長年にわたって怒りや敵意をため続けた。
抑制された怒りをバーで激しく発散したあいだに人を殺し、ウェスカーはブラックゲート刑務所に投獄される。同房者のドネガンは前の絞首台から刻んで人形を作る。そして、その人形からスカーフェイスの人格が誕生し、ドネガンは逃げ出し、スカーフェイスはウェスカーにドネガンを殺すことを提案する。ウェスカーは「ベントリロクエスト」になり、人形を通して人を殺す殺人鬼になる。
ミスター・ザーズ (Mr. Zsasz)
正体：ヴィクター・ザーズ
アラン・グラントとノーム・ブレイフォーグルによって創造され、"Batman: Shadow of the Bat" #1（1992年4月）に初登場した。
シリアルキラーであり、殺した被害者の数だけ自分の身体にナイフでタリーマークを刻む。
ビクター・ザーズは国際的な企業の重役であり、25歳の時に両親がボートの事故で死亡したことで、家族の富に加えて膨大な財産を蓄積していた。のちにギャンブラーになり、世界中の大会で金を失った。ある夜、ペンギンのアイスバーグ・ラウンジとして知られているカジノで、自身が所有しているすべてを賭け、それらをすべて失った。その後、ゴッサムの橋から飛び降り自殺をしようとしたときに、ホームレスの男性に金を要求される。金を与えることを拒否したところ、ホームレスの男性はナイフで彼を脅した。本能的にナイフをつかんだザーズは、すべての人生は無意味であり、誰もが重要ではないことを悟った。その後、自分の人生を守るための「贈り物」として、人を殺して前に進んだ。そのときから、自分を無意味な存在から解放するために、他人に自分自身を捧げている。殺人事件に対して何も良心の呵責を感じていない。犠牲者の喉を切り裂き、自分自身に必ずタリーマークを刻み付ける。精神異常者と診断されて、バットマンのルールによりアーカム・アサイラムに定期的に投獄される。そして、殺害を続けられる機会に脱走する。

## 漫画
ディテクティブ・コミックス
1937年に創刊された月刊誌。1939年にバットマンは初登場した。2011年に881号で終了。2011年からvol. 2がスタート。
バットマン (コミック)（Batman (comic book)）
(vol. 1) 1940年 - 2011年、全715号
(vol. 2) 2011年 - 2016年、全57号
(vol. 3) 2016年 -

### 単行本
Batman: Year One（バットマン: イヤーワン）
1987年の "Batman" #404-407に掲載された。
Batman: The Dark Knight Returns（バットマン: ダークナイト・リターンズ）
1986年に出版されたフランク・ミラーによるミニシリーズ。
Batman: War on Crime（バットマン: ウォー・オン・クライム）
1999年に出版されたワンショット。脚本ポール・ディニ、作画アレックス・ロスによる「犯罪の連鎖」を題材にした作品。
Batman: The Dark Knight Strikes Again（バットマン: ダークナイト・ストライクス・アゲイン）
2001年に出版されたミニシリーズ。『バットマン: ダークナイト・リターンズ』の続編。
Batman: The Dark Knight Master Race（バットマン: ダークナイト・マスター・レイス）
2015年に出版されたミニシリーズ。『バットマン: ダークナイト・ストライクス・アゲイン』の続編。
Batman/Catwoman: The Wedding Album（バットマン: ウェディング・アルバム）
2018年に出版されたバットマンとキャットウーマンの結婚を描いた作品。
Dark Nights: Metal（バットマン・メタル）

### スピンオフ
Batman '66
1966年のドラマ『バットマン』でバットマンを演じたアダム・ウェストとコミックの設定を組み合わせたシリーズ。
バットマン (1966)
桑田次郎による作品。『週刊少年キング』と『少年画報』（ともに少年画報社刊）にて連載。海外ではBat-Manga!として出版された。
BATMAN CHILD OF DREAMS
麻宮騎亜による作品。『月刊マガジンZ』（講談社刊）にて連載。単行本は全2巻（講談社刊）。DCコミックスと正式に契約したもので英語版も出版された。
BATMAN DEATH MASK
夏目義徳による作品。ソフトバンククリエイティブ刊。
バットマンアンドジャスティスリーグ
手代木史織による作品。『チャンピオンRED』（秋田書店刊）にて連載。
ニンジャバットマン
久正人による作品。『月刊ヒーローズ』（小学館クリエイティブ刊）にて連載。
BATMAN JUSTICE BUSTER
清水栄一、下口智裕による作品。『モーニング』（講談社刊）にて連載。

### 日本語訳
BATMANオリジナル・コミック日本語版（1989年、ISBN 978-4-7648-1633-6）
近代映画社刊。80年代まで代表的なエピソードを収録。
バットマンの英会話（1993年、ISBN 978-4-88321-124-1）
ジャパンミックス刊。『Legends of the Dark Knight』を下にした英会話教材。
バットマンvsプレデター（1994年、ISBN 978-4-89389-104-4）
ビクターエンタテインメント刊。『プレデター』とのクロスオーバー。
バットマン/パニッシャー（1995年、ISBN 978-4-7968-4023-1）
小学館プロダクション刊。マーベル・コミックのパニッシャーと競演した。
スーパーマン/バットマン No.1（1996年、ISBN 978-4-7968-4101-6）、スーパーマン/バットマン No.2（1996年、ISBN 978-4-7968-4102-3）、スーパーマン/バットマン No.3（1997年、ISBN 978-4-7968-4103-0）
小学館プロダクション刊。誕生秘話のリメイクを収録。スーパーマンの誕生秘話『マン・オブ・スティール (コミック)』はすべて収録。1、2には『イヤーワン』、3には『イヤーツー』前半部のみ収録。
バットマン/スポーン 日本語版（1998年、ISBN 978-4-07-310456-8）
メディアワークス刊。スポーンと競演。キャラクター紹介の「シークレットファイル」を収録。
バットマン: ダークナイト・リターンズ（1998年、ISBN 978-4-7968-4033-0）
小学館プロダクション刊。
バットマン:ブラック&ホワイト（1999年、ISBN 978-4-7968-7010-8）
小学館プロダクション刊。多数のアーティストが参加して、モノクロで制作された。日本からは大友克洋が参加した。
バットマン/ヘルボーイ/スターマン（1999年、ISBN 978-4-7968-4047-7）
小学館プロダクション刊。ヘルボーイとの競演、マイク・ミニョーラの手がけたバットマンを二編収録。
バットマン: アーカム・アサイラム（2000年、ISBN 978-4-7968-4050-7）
小学館プロダクション刊。アーカムを舞台にした。
バットマン: ウォー・オン・クライム（2000年、ISBN 978-4-7968-4104-7）
小学館プロダクション刊。
バットマン:マッドラブ（2000年、ISBN 978-4-7968-4114-6）
小学館プロダクション刊。『バットマン (アニメ)』のコミックブック。ハーレイ・クインが主役の表題作とクリスマスエピソード集。
バットマン:ブラック&ホワイト2（2003年、ISBN 978-4-7968-7020-7）
小学館プロダクション刊。同タイトルの続編。
バットマン: キリングジョーク アラン・ムーア DCユニバース・ストーリーズ（2004年、ISBN 978-4-902314-26-7）
ジャイブ刊。
バットマン:HUSH 1（2004年、ISBN 978-4-902314-55-7）、バットマン:HUSH 2（2004年、ISBN 978-4-902314-56-4）
ジャイブ刊。
バットマン:ハーレイ&アイビー（2005年、ISBN 978-4-86176-082-2）
ジャイブ刊。『バットマン (アニメ)』のコミックブック。ラーズ・アル・グールのエピソードを収録。
バットマン: ダークナイト・ストライクス・アゲイン（2005年、ISBN 978-4-86176-154-6）
ジャイブ刊。『ダークナイト・リターンズ』の続編。
バットマン: イヤーワン（2005年、ISBN 978-4-86176-155-3）
ジャイブ刊。
バットマン:テイルズ・オブ・デーモン（2005年、ISBN 978-4-86176-156-0）
ジャイブ刊。
バットマン:パーフェクト・ガイド（2005年、ISBN 978-4-7968-7023-8）
小学館プロダクション刊。バットマンの解説本。キャラクターの歴史などが載っている。
バットマン:ロング・ハロウィーン Vol.1（2009年、ISBN 978-4-86332-058-1）
バットマン:ロング・ハロウィーン Vol.2（2009年、ISBN 978-4-86332-146-5）
ヴィレッジブックス刊。『イヤーワン』の続編として製作された。マフィアの連続殺人事件を扱っている。トゥーフェイスの誕生秘話のリメイクでもある。
DARK KNIGHT バットマン:ダークナイト（2009年、ISBN 978-4-7968-7061-0）
小学館集英社プロダクション刊。エルスワールド作品『ダークナイト・リターンズ』と『ダークナイト・ストライクス・アゲイン』の合本。
バットマン イヤーワン/イヤーツー（2009年、ISBN 978-4-86332-209-7）
ヴィレッジブックス刊。『イヤーワン』と『イヤーツー』を収録。
バットマン:キリングジョーク 完全版（2010年、ISBN 978-4-7968-7065-8）
小学館集英社プロダクション刊。『キリングジョーク』の全ページを再びカラーリングして収録した。
バットマン:ザ・ラスト・エピソード（2010年、ISBN 978-4-7968-7071-9）
小学館集英社プロダクション刊。『スーパーマン:ザ・ラスト・エピソード』（ISBN 978-4-7968-7070-2）と同時発売。
バットマン:ダークビクトリー Vol.1（2010年、ISBN 978-4-8633-2272-1）、バットマン:ダークビクトリー Vol.2（2010年、ISBN 978-4-8633-2277-6）
ヴィレッジブックス刊。『ロング・ハロウィーン』の続編。
バットマン:マッドラブ/ハーレイ&アイビー（2011年、ISBN 978-4-7968-7086-3）
小学館集英社プロダクション刊。『マッドラブ』と『ハーレイ&アイビー』を収録。
バットマン:ラバーズ&マッドメン（2011年、ISBN 978-4-7968-7088-7）
小学館集英社プロダクション刊。ジョーカーの誕生秘話。
ジョーカー (バットマン)（2011年、ISBN 978-4-7968-7087-0）
小学館集英社プロダクション刊。『ラバーズ&マッドメン』と同時発売。
バットマン:ノエル（2011年、ISBN 978-4-7968-7103-7）
小学館集英社プロダクション刊。ディケンズのクリスマス・キャロルを題材としている。
DCスーパーヒーローズ（2011年、ISBN 978-4-7968-7102-0）
小学館集英社プロダクション刊。『バットマン:ウォー・オン・クライム』を再録。
バットマン・アンド・サン（2012年、ISBN 978-4-7968-7107-5）
小学館集英社プロダクション刊。バットマンの息子であるダミアンが登場する。初登場した『バットマン:テイルズ・オブ・デーモン』も収録した。
バットマン:ラーズ・アル・グールの復活（2012年、ISBN 978-4-7968-7108-2）
小学館集英社プロダクション刊。『アンド・サン』の続編。死亡していたラーズ・アル・グールが復活する。
バットマン:ブラックグローブ（2012年、ISBN 978-4-7968-7112-9）
小学館集英社プロダクション刊。『ラーズ・アル・グールの復活』の続編。『黒の事件簿』の前半も収録。
バットマン:R.I.P.（2012年、ISBN 978-4-7968-7113-6）
小学館集英社プロダクション刊。『アンド・サン』から続く“バットマン・サーガ”の第一部の完結編。『黒の事件簿』の後半を収録。
キャットウーマン:ホエン・イン・ローマ（2012年、ISBN 978-4-7968-7116-7）
小学館集英社プロダクション刊。『ダーク・ビクトリー』で失踪していたキャットウーマンの動向を描く。
オールスター:バットマン&ロビン ザ・ボーイ・ワンダー（2012年、ISBN 978-4-8633-2390-2）
ヴィレッジブックス刊。『ダークナイト・リターンズ』の前日談。フランク・ミラーとジム・リーのコンビが、バットマンとロビンがダイナミック・デュオになったかを描く。
バットマンvs.ベイン（2012年、ISBN 978-4-7968-7117-4）
小学館集英社プロダクション刊。ベインの誕生秘話。
バットマン:笑う男（2012年、ISBN 978-4-7968-7128-0）
小学館集英社プロダクション刊。バットマンとジョーカーが初めて出会う。初代グリーンランタンとの競演作も収録。
フラッシュポイント:バットマン（2012年、ISBN 978-4-8649-1007-1）
ヴィレッジブックス刊。『フラッシュポイント』におけるバットマンとジョーカーの死闘を描く。その他『フラッシュポイント』のクロスオーバータイトルを2作収録。
バットマン:デス・イン・ザ・ファミリー（2012年、ISBN 978-4-7968-7131-0）
小学館集英社プロダクション刊。ロビンが死ぬ衝撃作。新しいロビンが登場する『ロンリー・プレイス・オブ・ダイイング』も収録。
バットマン:梟の法廷（2013年、ISBN 978-4-7968-7141-9）
小学館集英社プロダクション刊。
バットマン:梟の街（2013年、ISBN 978-4-7968-7156-3）
小学館集英社プロダクション刊。秘密結社「梟の法廷」との最終決戦を描く。
バットマン:梟の夜（2013年、ISBN 978-4-7968-7161-7）
小学館集英社プロダクション刊。『梟の街』の裏側で起きた戦いを収録したクロスオーバー作品。
バットマン:姿なき恐怖（2013年、ISBN 978-4-7968-7142-6）
小学館集英社プロダクション刊。
バットマン:HUSH 完全版（2013年、ISBN 978-4-7968-7165-5）
小学館集英社プロダクション刊。『HUSH』全話収録に加え、巻末に設定資料・スケッチ集を付記。
バットマン:アースワン（2013年、ISBN 978-4-7968-7144-0）
小学館集英社プロダクション刊。アースワンにおけるバットマンを描いた作品。
バットマン:アンダー・ザ・レッドフード（2013年、 ISBN 978-4-7968-7194-5）
小学館集英社プロダクション刊。
バットマン:ゲート・オブ・ゴッサム（2014年、ISBN 978-4-7968-7177-8）
小学館集英社プロダクション刊。橋爆破事件を契機に紐解かれるゴッサムシティの年代史。
バットマン&ロビン（2014年、ISBN 978-4-7968-7181-5)
小学館集英社プロダクション刊。“バットマン・サーガ“の第二部を開始した。ディックとダミアンの冒険。
バットマン:ブルース・ウェインの帰還（2014年、ISBN 978-4-7968-7183-9)
小学館集英社プロダクション刊。“バットマン・サーガ”の第二部。
バットマン:ブルース・ウェインの選択（2014年、ISBN 978-4-7968-7186-0)
小学館集英社プロダクション刊。“バットマン・サーガ”第二部の完結編。ブルースが現代のゴッサムに帰還を果たす。
バットマン:喪われた絆（2014年、ISBN 978-4-7968-7503-5）
小学館集英社プロダクション刊。
ジョーカー:喪われた絆(上)（2014年、ISBN 978-4-7968-7505-9）、ジョーカー:喪われた絆(下)（2014年、ISBN 978-4-7968-7506-6）
小学館集英社プロダクション刊。『バットマン：喪われた絆』におけるジョーカーの暗躍をめぐるクロスオーバー。
バットマン:ノーマンズ・ランド 1（2014年、ISBN 978-4-7968-7170-9）、バットマン:ノーマンズ・ランド 2（2015年、ISBN 978-4-7968-7187-7）、バットマン:ノーマンズ・ランド 3（2017年、ISBN 978-4-7968-7648-3）、バットマン:ノーマンズ・ランド 4（2018年、ISBN 978-4-7968-7700-8）
小学館集英社プロダクション刊。大震災によって無政府状態になったゴッサムシティに法と秩序を取り戻すべくバットマンが戦う。
バットマン アンソロジー（2014年、ISBN 978-4-7562-4566-3）
パイ インターナショナル刊。
バットマン・インコーポレイテッド（2014年、ISBN 978-4-7968-7524-0）
小学館集英社プロダクション刊。“バットマン・サーガ”の第三部を開始する。世界各国からバットマンをスカウトするべく、ブルースが会社を設立する。
バットマン・インコーポレイテッド:デーモンスターの曙光（2014年、ISBN 978-4-7968-7524-0）
小学館集英社プロダクション刊。バットマンと犯罪結社「リバイアサン」の抗争が激化する。
バットマン・インコーポレイテッド:ゴッサムの黄昏（2014年、ISBN 978-4-7968-7524-0）
小学館集英社プロダクション刊。『アンド・サン』から続く“バットマン・サーガ”の第二部の完結編。
バットマン:リル・ゴッサム 1（2014年、ISBN 978-4-7968-7508-0）
バットマン:リル・ゴッサム 2（2015年、ISBN 978-4-7968-7543-1）
小学館集英社プロダクション刊。バットマン関連のキャラクターが三頭身になったシリーズ。
バットマン:ゼロイヤー 陰謀の街（2015年、ISBN 978-4-7968-7511-0）
バットマン:ゼロイヤー 暗黒の街（2015年、ISBN 978-4-7968-7546-2）
小学館集英社プロダクション刊。
バットマン/スーパーマン:クロスワールド (2015年、ISBN 978-4-79687541-7)
小学館集英社プロダクション刊。
スーパーマン/バットマン:パブリック・エネミー (2016年、ISBN 978-4-8649-1263-1)
ヴィレッジブックス刊。
バットマン VS. スーパーマン:ベストバウト (2016年、ISBN 978-4-7968-7589-9)
小学館集英社プロダクション刊。
トリニティ バットマン/スーパーマン/ワンダーウーマン (2016年、ISBN 978-4-7968-7600-1)
小学館集英社プロダクション刊。
バットマン:真夜中の事件簿（2016年、ISBN 978-4-7968-7578-3）
小学館集英社プロダクション刊。
バットマン:エンドゲーム（2016年、ISBN 978-4-7968-7616-2）
小学館集英社プロダクション刊。
バットマン:エターナル＜上＞（2017年、ISBN 978-4-7968-7640-7）、バットマン:エターナル＜下＞（2017年、ISBN 978-4-7968-7641-4）
小学館集英社プロダクション刊。
オールスター・バットマン:ワースト・エネミー（2017年、ISBN 978-4-7968-7696-4）、オールスター・バットマン:エンド・オブ・アース（2018年、ISBN 978-4-7968-7739-8）、オールスター・バットマンファースト・アライ (2019年、ISBN 978-4-7968-7770-1)
小学館集英社プロダクション刊。
バットマン:スーパーヘヴィ（2017年、ISBN 978-4-7968-7662-9）
小学館集英社プロダクション刊。
バットマン:ブルーム（2017年、ISBN 978-4-7968-7668-1）
小学館集英社プロダクション刊。
バットマン:アイ・アム・ゴッサム（2017年、ISBN 978-4-7968-7683-4）
小学館集英社プロダクション刊。
バットマン:アイ・アム・スーサイド（2017年、ISBN 978-4-7968-7695-7）
小学館集英社プロダクション刊。
バットマン:アイ・アム・ベイン（2018年、ISBN 978-4-7968-7736-7）
小学館集英社プロダクション刊。
バットマン/フラッシュザ・ボタン (2018年、ISBN 978-4-7968-7741-1)
小学館集英社プロダクション刊。
バットマンウォー・オブ・ジョーク＆リドル (2018年、ISBN 978-4-7968-7742-8)
小学館集英社プロダクション刊。
バットマンノエル［新装版］ (2018年、ISBN 978-4-7968-7761-9)
小学館集英社プロダクション刊。
ジョーカーラスト・ラフ (2019年、ISBN 978-4-7968-7765-7)
小学館集英社プロダクション刊。
バットマンイヤー100 (2019年、ISBN 978-4-7968-7767-1)
小学館集英社プロダクション刊。

## 小説
- バットマン ジョーカーの逆襲（クレイグ・ショー・ガードナー、竹書房、ISBN 978-4884751234）
- バットマン スペクターを追え（サイモン・ホーク、竹書房、ISBN 978-4884751340）
- バットマン サンダーバードの恐怖（ジョー・R・ランズデイル、竹書房、ISBN 978-4884751388）
- バットマン 究極の悪（アンドリュー・ヴァクス、早川書房、ISBN 978-4152081001）
- バットマン デッドホワイト（ジョン・シャーリー、エンターブレイン、ISBN 978-4757734814）
- バットマンの冒険1（M・H・グリーンバーグ編、社会思想社、ISBN 978-4390113151）
- バットマンの冒険2（M・H・グリーンバーグ編、社会思想社、ISBN 978-4390113168）
- バットマン（クレイグ・ショー・ガードナー、竹書房、ISBN 978-4884750602）：映画第1作のノベライズ
- バットマン リターンズ（クレイグ・ショー・ガードナー、竹書房、ISBN 978-4884751449）：映画第2作のノベライズ
- バットマン&ロビン Mr.フリーズの逆襲（マイケル・J・フリードマン、メディアワークス、ISBN 978-4073066156）：映画第4作のノベライズ
- バットマン ビギンズ（デニス・オニール、ソフトバンククリエイティブ、ISBN 978-4797331233）：映画第5作のノベライズ

## 映画

### 実写映画
| 年   | 題名                                                                             | 主演                                                     | 吹替                                                                     | 監督                           |
| ---- | -------------------------------------------------------------------------------- | -------------------------------------------------------- | ------------------------------------------------------------------------ | ------------------------------ |
| 1943 | 連続活劇バットマン The Batman                                                    | ルイス・ウィルソン                                       |                                                                          | ランバート・ヒルヤー           |
| 1949 | バットマン&ロビン Batman and Robin                                               | ロバート・ロワリー                                       |                                                                          | スペンサー・ゴードン・ベネット |
| 1966 | バットマン/オリジナル・ムービー Batman                                           | アダム・ウェスト                                         |                                                                          | レスリー・H・マーティンソン    |
| 1989 | バットマン Batman                                                                | マイケル・キートン                                       | 渡辺裕之（ソフト版） 堀勝之祐（TBS版） 山寺宏一（テレビ朝日版）          | ティム・バートン               |
| 1992 | バットマン リターンズ Batman Returns                                             | マイケル・キートン                                       | 渡辺裕之（ソフト版） 山寺宏一（テレビ朝日版）                            | ティム・バートン               |
| 1995 | バットマン フォーエヴァー Batman Forever                                         | ヴァル・キルマー                                         | 竹中直人（ソフト版） 小杉十郎太（テレビ朝日版）                          | ジョエル・シュマッカー         |
| 1997 | バットマン & ロビン Mr.フリーズの逆襲 Batman & Robin                             | ジョージ・クルーニー                                     | 竹中直人（ソフト版） 小山力也（テレビ朝日版）                            | ジョエル・シュマッカー         |
| 2005 | バットマン ビギンズ Batman Begins                                                | クリスチャン・ベール                                     | 檀臣幸（ソフト版） 東地宏樹（日本テレビ版） 高橋広樹（フジテレビ版）     | クリストファー・ノーラン       |
| 2008 | ダークナイト The Dark Knight                                                     | クリスチャン・ベール                                     | 檀臣幸（ソフト版） 藤真秀（テレビ朝日版）                                | クリストファー・ノーラン       |
| 2012 | ダークナイト ライジング The Dark Knight Rises                                    | クリスチャン・ベール                                     | 檀臣幸                                                                   | クリストファー・ノーラン       |
| 2016 | バットマン vs スーパーマン ジャスティスの誕生 Batman v Superman: Dawn of Justice | ベン・アフレック                                         | 小原雅人                                                                 | ザック・スナイダー             |
| 2016 | スーサイド・スクワッド Suicide Squad                                             | ベン・アフレック                                         | 小原雅人                                                                 | デヴィッド・エアー             |
| 2017 | ジャスティス・リーグ Justice League                                              | ベン・アフレック                                         | 小原雅人                                                                 | ザック・スナイダー             |
| 2021 | ジャスティス・リーグ:ザック・スナイダーカット Zach Snyder's Justice League       | ベン・アフレック                                         | 小原雅人                                                                 | ザック・スナイダー             |
| 2022 | THE BATMAN-ザ・バットマン- The Batman                                            | ロバート・パティンソン                                   | 櫻井孝宏                                                                 | マット・リーヴス               |
| 2023 | ザ・フラッシュ The Flash                                                         | マイケル・キートン ベン・アフレック ジョージ・クルーニー | 山寺宏一（キートン版） 小原雅人（アフレック版） 小山力也（クルーニー版） | アンディ・ムスキエティ         |
| 2027 | THE BATMAN-ザ・バットマン-2 (仮題) The Batman Part Ⅱ                             | ロバート・パティンソン                                   |                                                                          | マット・リーヴス               |
| TBA  | The Brave and The Bold                                                           | TBA                                                      |                                                                          | アンディ・ムスキエティ         |

### アニメ映画
| 年   | 題名                                                                           | 声優               | 吹替                       |
| ---- | ------------------------------------------------------------------------------ | ------------------ | -------------------------- |
| 2014 | レゴ®ムービー The Lego Movie                                                   | ウィル・アーネット | 山寺宏一                   |
| 2017 | レゴバットマン ザ・ムービー The Lego Batman Movie                              | ウィル・アーネット | 山寺宏一                   |
| 2018 | ニンジャバットマン Batman Ninja                                                | 山寺宏一           | ロジャー・クレイグ・スミス |
| 2018 | ティーン・タイタンズ・ゴー! トゥ・ザ・ムービーズ Teen Titans Go! To the Movies | ジミー・キンメル   | (日本語吹替なし)           |
| 2019 | レゴ®ムービー2 The Lego Movie 2: The Second Part                               | ウィル・アーネット | 山寺宏一                   |
| 2022 | DC がんばれ!スーパーペット DC League of Super-Pets                             | キアヌ・リーブス   | 山寺宏一                   |
| TBA  | ニンジャバットマン対ヤクザリーグ Batman Ninja vs. Yakuza League                | 山寺宏一           | TBA                        |

### 関連映画
ジョーカー (2019年)
監督 - トッド・フィリップス、演 - ダンテ・ペレイラ=オルソン
バットマンの宿敵であるジョーカーの過去を描いたスピンオフ作品。作中でバットマンにはならず、幼少期のブルース・ウェインとして登場。

## (Batman) （1966年-1968年）

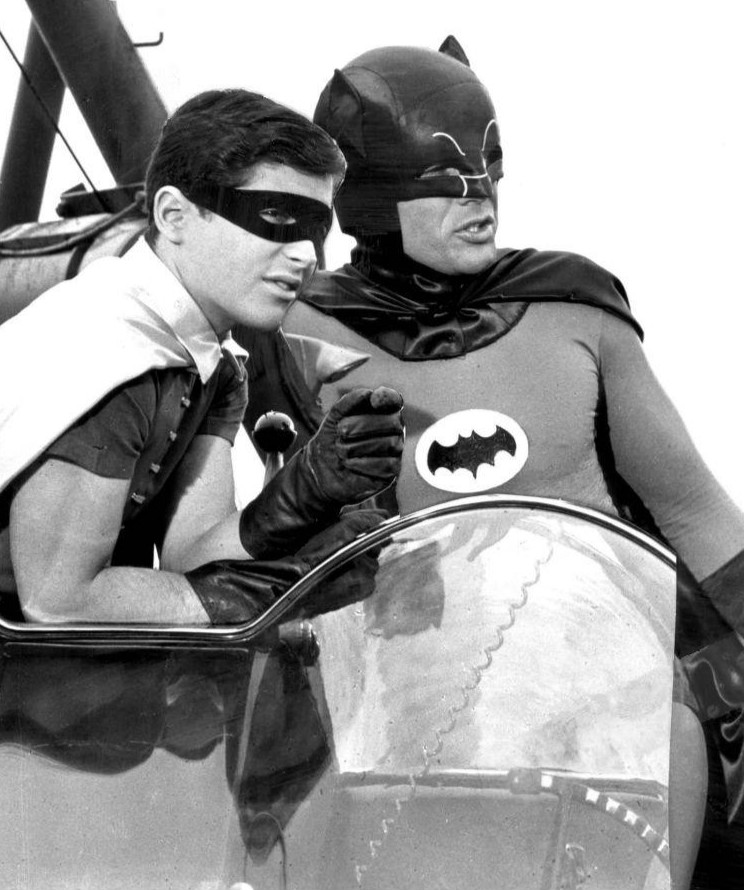
アダム・ウェストが演じるバットマン（右）とバート・ウォードが演じるロビン（左）

コメディ的側面の強い作品。バットマンやロビンが悪人をパンチすると原作コミックのような擬音が画面に合成されるのが特徴的。日本では1966年から1967年にフジテレビのほか、関西テレビと東海テレビとテレビ西日本で放送された、テレビ放送時の配給はトランスグローバル（現在はワーナー・ホーム・ビデオに移行）、提供は松下電器(現 - パナソニック)だった。本放送時のエンディングでは「バットマンのテーマ」としてジャニーズが起用された。フジテレビ版とWOWOW版は内容が異なっており、フジテレビ版にはバットガールは登場しない（WOWOW版は第3シーズン）。WOWOW版のプロデューサーは秋原正俊、ディレクターは佐藤太。
なおフジテレビ版放送中に合わせて、『少年画報』（少年画報社）の1966年6月号から1967年4月号まで、および『週刊少年キング』（同じく少年画報社）の1966年23号から1967年15号まで、それぞれ桑田次郎によって漫画版が連載された。
2002年には、本作のキャストが登場する『バットマン&ロビン 生涯現役宣言!』(Return to the Batcave: The Misadventures of Adam and Burt )が放送された。
毎回潜入するときに高層ビルの壁をワイヤーでをよじ登る際、スターたちがゲストで窓を開けて話しかけるのが通例で、シーズン2のエピソード7では『グリーンホーネット』がブルース・リー演じるカトーとともに登場している。

### 関連ドラマ
ゴッサム・シティ・エンジェル (Birds of Prey) （2002年-2003年）
バーズ・オブ・プレイの活躍を描いたスピンオフ作品。バットマンは登場せず、バーバラ・ゴードンが主人公。
GOTHAM/ゴッサム (GOTHAM)（2014年-2019年）
バットマン活動前のゴッサムシティを描いたスピンオフ作品。ダヴィード・マズーズが少年時代のブルース・ウェインを演じる。
TITANS/タイタンズ (2018年-現在)
ティーン・タイタンズの活躍を描いた作品。ゲストキャラクターとしてイアン・グレンがバットマン/ブルース・ウェインを演じる。

## テレビアニメ

### 主演アニメ
まんがバットマン (The Adventures of Batman / The Batman/Superman Hour / Batman with Robin the Boy Wonder)（1967年-1970年）
フィルメーション製作。日本では1975年4月 - 6月に東京12チャンネル（現：テレビ東京）で放送された、またこれ以前に1969年頃でも東京12チャンネルで放送している。バットマンの声優はドラマ「怪鳥人間バットマン」と同じ広川太一郎
スーパーフレンズ (Super Friends) （1973年-1986年）
ハンナ・バーベラ・プロダクション製作。ジャスティス・リーグの活躍を描いた作品で、十数シーズン制作された。
同時期に放送されていた同じくハンナ・バーベラ・プロダクション製作のアニメ『スクービー・ドゥー』 (The New Scooby-Doo Movies)にバットマンとロビンがゲスト出演した。
電光石火バットマン (The New Adventures of Batman) （1977年-1981年）
全16話。日本では、1987年1月11日から3月29日にかけて日本テレビ系で第1話から第12話まで放送された。日本仕様にオリジナルのオープニングとエンディングが付け加えられた。歌唱はSUE CREAM SUEが担当した（オープニング「BAT MAN 〜crescent night story〜」、エンディング「I LOVE バットマン」）。
1990年にはキャストを変更し、1月23日から3月13日まで、テレビ東京系で、アミューズが製作協力し、『アミューズシアター・バットマン』として放送された。テレビ東京版では、アミューズに所属する、著名芸能人を多数声優に起用している。主題歌はTHE PRIVATESが担当した（オープニング「クリミナル・ファイター」、エンディング「SHERRY (reason for tears)」）。
バットマン (Batman: The Animated Series / The New Batman Adventures) （1992年-1995年）
日本ではカートゥーンネットワークおよびテレビ東京で放送。
下記の『バットマン・ザ・フューチャー』、『ジャスティス・リーグ』、および『スーパーマン』とリンクした世界設定を持っており、DCアニメイテッド・ユニバースと呼ばれている。
バットマン・ザ・フューチャー (Batman Beyond) （1999年-2001年）
『バットマン』よりあとの未来時代を描いた作品。バットマンは老いたブルースからテリー・マクギニスに代わっている。
ジャスティス・リーグ (Justice League / Justice League Unlimited) （2001年-2006年）
スーパーマン、バットマン、ワンダーウーマンをはじめとするスーパーヒーローがチームを結成して悪と戦う。
ザ・バットマン (The Batman) （2004年-2008年）
ブルースがバットマンになって3年目の時代から始まる。
バットマン:ブレイブ&ボールド (Batman: The Brave and the Bold) （2008年-2011年）
コミカルな作風が特徴。DCコミックスで展開されている一連のシリーズ『The Brave and the Bold』をベースにしている。
ビウェア・ザ・バットマン (Beware the Batman) （2013年-2014年）
フルCGアニメ。
バットマン・アンリミテッド (Batman Unlimited)（2015年-2016年）
YouTube公式チャンネルで配信しているウェブアニメ。テクノロジーの進んだ近未来を舞台に、バットマンが多彩なビークルやロボットなどを駆使して活躍する。
ジャスティス・リーグ・アクション (Justice League Action)（2016年-2018年）
バットウィール (Batwheel)（2022年-）
リトル・バットマン クリスマスの大冒険(Merry Little Batman)（2023年）
バットマン:マントの戦士 (Batman: Caped Crusader)（2024年）
Amazon Prime Videoで配信。
| テレビ東京系 火曜19:00枠 | テレビ東京系 火曜19:00枠                                 | テレビ東京系 火曜19:00枠         |
| 前番組                   | 番組名                                                   | 次番組                           |
| ------------------------ | -------------------------------------------------------- | -------------------------------- |
| ポップシティX            | 電光石火バットマン （アニメ版、1990年1月23日 - 3月13日） | 特選・日本映画 （19:00 - 20:54） |
| 日本テレビ系 日曜10:00枠 |                                                          |                                  |
| 剛Q超児イッキマン        | 電光石火バットマン （アニメ版）                          | 赤い光弾ジリオン                 |

### ゲスト出演アニメ
- ティーン・タイタンズ（2004年-2006年）
- ヤング・ジャスティス（2010年-現在）
- ティーン・タイタンズGO!（2013年-現在）

### 長編アニメ
- バットマン/マスク・オブ・ファンタズム（1993年）
- バットマン サブゼロ 凍りついた愛 （1998年）
- バットマン・ザ・フューチャー 蘇ったジョーカー（2000年）
- バットマン:ミステリー・オブ・ザ・バットウーマン（英語版） （2003年）

上記作品についてはバットマン (アニメ)#長編の項を参照。
- バットマン VS. ドラキュラ（英語版）（2005年）

上記作品についてはザ・バットマン#長編の項を参照。
- スーパーマン/バットマン:パブリック・エネミー（2009年）
- バットマン ゴッサムナイト（2008年）

6本の短編アニメーションを集めたオムニバス。STUDIO 4℃、Production I.G、マッドハウスがアニメーション制作を担当している。
- バットマン:アンダー・ザ・レッドフード（2010年）
- スーパーマン/バットマン:アポカリプス（2010年）
- バットマン:イヤーワン（英語版）（2011年）
- バットマン:ダークナイト・リターンズ（2012年、2013年）
- バットマン:アサルト・オン・アーカム (2014年)
- バットマン VS. ロビン (2015年)
- バットマン:バッド・ブラッド (2016年)
- バットマン:キリングジョーク（英語版） (2016年)
- Batman: Return of the Caped Crusaders (2016年)
- バットマン&ハーレイ・クイン (2017年)
- バットマン VS. トゥーフェイス（英語版） (2017年)
- スクービー・ドゥー！&バットマン:ブレイブ&ボールド（英語版） (2018年)
- バットマン:ゴッサム・バイ・ガスライト（英語版） (2018年)
- バットマン VS. ティーンエイジ・ミュータント・ニンジャ・タートルズ（英語版） (2019年)
- バットマン:ハッシュ（英語版） (2019年)

## ゲーム
- バットマン FC（1989/12/22）
- バットマン GB（1990/04/13）
- バットマン MD（1990/07/27）
- バットマン PCエンジン（1990/09/14）
- ダイナマイトバットマン FC（1991/12/20）
- バットマン リターンオブジョーカー GB（1992/03/28）
- バットマン リターンズ GG（1992/10/23）
- バットマン リターンズ MD（1993/02/19）
- バットマン リターンズ SFC（1993/02/26）
- The Adventures of Batman & Robin Super NES, Genesis, Sega CD, Game Gear (1994)
- バットマン フォーエヴァー GB・MD・GG・SFC（1995/10/27）
- バットマン フォーエヴァー・ジ・アーケードゲーム PS・SS（1997/02/14）
- Batman & Robin PS (1998)
- バットマン ダークトゥモロー Xbox（2003/03/20）・GC（2003/03/21）・PS2版はキャンセル
- Batman: Rise of Sin Tzu (2003)
- Justice League: Chronicles (2003)
- Batman Begins Xbox,GC,PS2,GBA, Mobile Phones (2005) - EAより発売された映画『バットマン・ビギンズ』のゲーム化作品。
- Justice League Heroes (2006)
- レゴ　バットマン THE VIDEO GAME DS・Wii・PSP・PS2・PS3・Xbox 360 (2008/12/18)
- Batman: The Brave and the Bold – The Videogame (2010)
- DC Universe Online (2010)
- Batman: The Telltale Series (2016)
- Gotham Knights (2022)

### アーカムシリーズ
- バットマン アーカム・アサイラム PS3・Xbox 360 (2010/1/14)
- バットマン アーカム・シティ　PS3・Xbox 360 (2011/11/23)
- バットマン アーカム・ビギンズ　PS3・Xbox 360・Wii U (2013/12/05)
- バットマン アーカム・ナイト　PS4 (2015/7/16)
- バットマン アーカム VR（英語版） PS4 (2016/10/11)
- バットマン リターン・トゥ・アーカム PS4・Xbox One (2016)
- バットマン アーカム・シャドウ MetaQuest3・MetaQuest3S (2024/10/22)

### 対戦型格闘ゲーム
- モータルコンバット vs. DCユニバース PS3・Xbox 360 (2008)
- インジャスティス:神々の激突 PS3・Wii U・iOS・Android (2013)
- インジャスティス2 PS4・Xbox One・iOS・Android (2017)

## 音声番組
- BATMAN 葬られた真実

2022年5月3日から31日までSpotifyで配信されていたオリジナル音声番組。全10話配信。